# Christoph Pezel

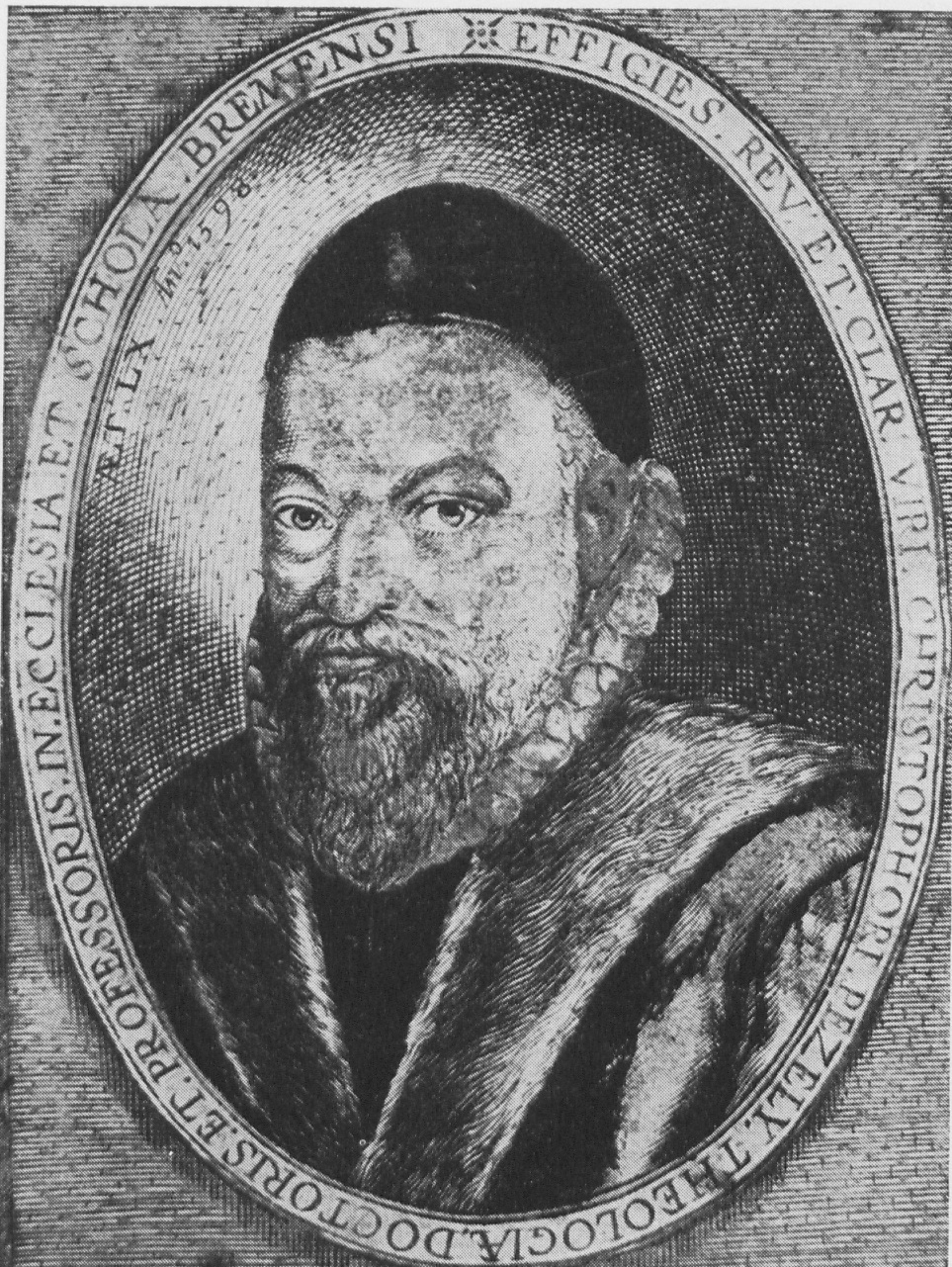
Christoph Pezel

Christoph Pezel auch: Petzel, Pezelius; (* 5. März 1539 in Plauen; † 24. Februar 1604 in Bremen) war ein reformierter Theologe und führte das Reformierte Bekenntnis in Nassau-Dillenburg und in Bremen ein.

## Leben
Christoph Pezel war der Sohn des Ratsherren Christoph Pezel und dessen Frau Brigitta (geb. Bartmann). Er war seit 1567 mit der Witwe Katharina Ötting verheiratet. Aus dieser Ehe stammen sieben Kinder, darunter Caspar Pezel (1573–1634), Jurist, Rat des Grafen Simons VI zur Lippe, Hofgerichtsfiskal und Bibliothekar.

### Ausbildung und Beruf
Pezel besuchte in Plauen die Lateinschule und studierte ab 1558 an der Universität Jena, wo unter anderem Viktorin Strigel einer seiner Lehrer war. Nach vier Jahren wechselte er an die Universität Wittenberg und besuchte einige Monate lang die Vorlesungen von Philipp Melanchthon. Hiernach wurde er zunächst Lehrer in Plauen, war dann anderthalb Jahre in gleicher Tätigkeit in Annaberg tätig, konnte aber dank eines Stipendiums Kurfürst Augusts von Sachsen ab dem 27. Januar 1564 seine Studien in Wittenberg fortsetzen. Hier erwarb er am 24. Februar 1564 den akademischen Grad eines Magisters der philosophischen Wissenschaften, wurde am 18. Oktober 1564 als Mitglied in den Senat der philosophischen Fakultät aufgenommen, am 24. Februar 1567 wurde er Professor für Dialektik und Ethik in Wittenberg und war im Sommersemester 1568 Dekan der philosophischen Fakultät.

### Prediger in Wittenberg
1569 trat er die Nachfolge von Paul Crell als Prediger in der Wittenberger Schlosskirche an, wozu er am 23. Oktober 1569 ordiniert wurde. Am 14. Dezember 1569 wurde er in die theologische Fakultät der Wittenberger Hochschule aufgenommen, erhielt dort im selben Jahr eine theologische Professur, erwarb sich dazu am 5. Mai 1570 das Lizentiat der Theologie und promovierte am 11. Mai 1570 unter Georg Major zum Doktor der Theologie. Er gehörte in den innerprotestantischen Auseinandersetzungen zu den Philippisten. Als die Philippisten unter den Verdacht des Kryptokalvinismus gerieten und Kurfürst August von Sachsen auf Veranlassung der Lutheraner ab 1574 gegen diese Richtung vorging, wurde Pezel verhaftet, zwei Jahre lang an unterschiedlichen Orten eingesperrt und 1576 aus dem Kurfürstentum Sachsen verwiesen.

### In Eger, Dillenburg und Herborn
Er begab sich 1576 nach Eger in Böhmen. 1577 wurde er von Graf Johann dem Älteren von Nassau-Dillenburg berufen und war zunächst in Siegen und dann in Dillenburg als Prediger tätig. Auf seine Formulierung ging das Nassauische Bekenntnis zurück, für das sich eine Generalsynode in Neustadt an der Haardt am 8. und 9. Juli 1578 entschied, wodurch Nassau-Dillenburg sich dem reformierten Bekenntnis anschloss. Das Nassauische Bekenntnis erschien 1592 in gedruckter Form. Am 2. November 1578 wurde Christoph Pezel zum Pastor und Kircheninspektor in Herborn ernannt.

### Bremer Kirchenreformer

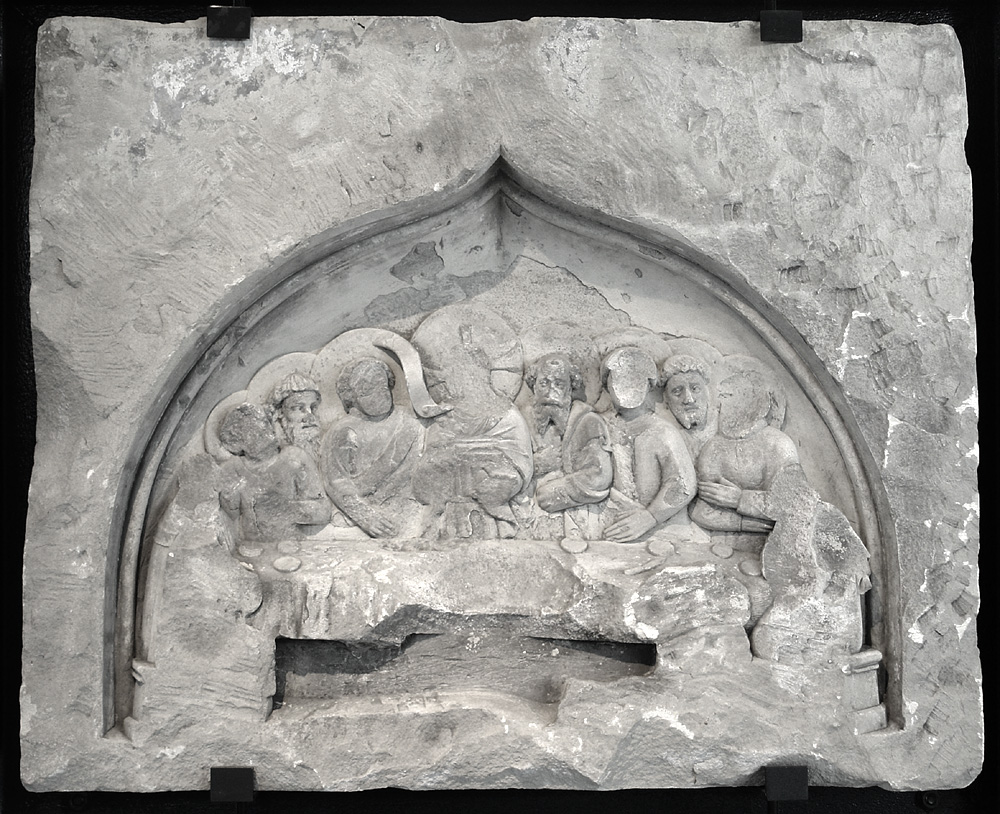
Relief um 1430 aus der ehemaligen Ansgarii-Kirche in Bremen. Es zeigt Jesus beim letzten Abendmahl und bildete die Bekrönung einer Wandnische für geweihte Hostien. Die Köpfe der Heiligen wurden 1528 bei der von Pezel im Zuge der Reformation veranlassten Demolierung oder Entfernung aller Bildwerke aus den städtischen Pfarrkirchen abgeschlagen.

1579 erging an Christoph Pezel eine Bitte des Senats der Hansestadt Bremen, Lehrstreitigen unter den Predigern zu schlichten. Trotz Bedenken seitens des Grafen Johann des Älteren begab er sich nach Bremen, predigte und schlichtete die theologischen Streitigkeiten. Im Frühjahr 1581 begab er sich auf wiederholtes Drängen endgültig nach Bremen und wurde 1582 Prediger an der St.-Ansgarii-Kirche in Bremen und 1584 Superintendent mit einer Predigerstelle an der Liebfrauenkirche in Bremen. Gemeinsam mit dem Bremer Rat vollendete er die Einführung des reformierten Bekenntnisses in Bremen. 1595 wurde mit dem Consensus Bremensis die reformierte Lehr- und Kirchenordnung Bremens festgelegt. Ab 1584 lehrte er als Professor am bremischen Gymnasium Illustre (Altes Gymnasium) Geschichte und Ethik.
Er veröffentlichte eine Vielzahl von Schriften und hatte großen Einfluss auf die Verbreitung der reformierten Kirche im Heiligen Römischen Reich. 1581 bis 1600 edierte er die Schriften Philipp Melanchthons. Er prägte die Bezeichnung Melanchthons als praeceptor Germaniae.

## Familie
Pezel war zweimal verheiratet. Seine erste Ehe schloss er mit Magdalena N.N. († 25. Januar 1566 in Wittenberg). Am 16. April 1567 heiratete er in zweiter Ehe Katharina, D. Viktor Öttings Witwe, Tochter des Buchdruckers Georg Rhaw. Aus der Ehe sind folgende Kinder bekannt:
- Dorothea Pezel (* um 1564 (verm. Annaberg); † 20. November 1617 in Kassel) verh. 1. Ehe mit Wolfgang Crell d. Ä. (um 1535 in Meißen; † 8. April 1593 in Siegen) Sohn Wolfgang Crell d. J. (* September 1592 in Bremen; † 8. Juli 1664 in Berlin); in zweiter Ehe 1596 mit Lukas Majus (May) (* 7. Juli 1571 in Rudolstadt; † 22. Februar 1633 in Kassel), Prediger in Kassel
- Christoph Pezel (~ 27. März 1568 in Wittenberg; † 30. Januar 1569 ebenda)
- Katharina Pezel (~ 11. Mai 1569 in Wittenberg; † 5. September 1569 ebenda)
- Elisabeth Pezel (~ 19. Juni 1570 in Wittenberg) heiratet 1. Ehe August Sagrettarius († 1604), 2. Ehe mit Urban Pierius (1546–1616)
- Tobias Pezel (~ 5. Oktober 1571 in Wittenberg; † 4. April 1631 in Bremen) Lic. theol., Pfarrer und Professor am Gymnasium in Bremen
- Caspar Pezel (~ 17. Juni 1573 in Wittenberg; † 10. Februar 1634 in Detmold) studierte Rechte in Wittenberg und Heidelberg, 1596 in den Diensten des Grafen Johannes VI. von Nassau-Dillenburg, 1600 Rat des Grafen Simon VI. zur Lippe, 1611 lipp. Hofgerichtsfiskal, später auch Bibliothekar und Archivar
- Johannes († 1628)

## Ehrungen
- Im Bremer Stadtteil Vegesack ist die Pezelstraße nach ihm benannt.